# Vetluga
Vetluga (russisk: Ветлуга, tr. Vetluga; marisk: Вӱтла, tr. Vütla) er en flod i oblasterne Kirov, Kostroma og Nisjnij Novgorod samt Republikken Marij El i Rusland. Vetluga er en venstre biflod til Volga og er 889 km lang, med et afvandingsareal på 39 400 km².
Floden opstår ved sammenløbet af floderne Bystraja og Bystra i Svetjinskij rajon i Kirov oblast, og udmunder i Volga i Tjeboksarskojereservoiret. Vetluga fryser til i begyndelsen af november, og er sejlbar fra april. Floden er sejlbar fra flodmundingen til Vokhma, mere end 700 km opstrøms.